# ミニマム・マキシマム
『ミニマム - マキシマム』（Minimum-Maximum）は、ドイツの音楽ユニット、クラフトワーク初の公式ライブ・アルバム。
2005年6月6日にEMIよりリリースされた。（日本でのリリースは2005年8月10日）
2004年に行われたミニマム・マキシマム・ツアーの模様が収録されている。歌詞が英・独の言語に左右されないか、1テイクで両方歌っているもの（前者は『ツール・ド・フランス』収録曲や「電卓」、後者は「マン・マシーン」や「ネオンライツ」など）やドイツ語のみの「アウトバーン」は英語版・ドイツ語版ともに同じテイクが収録されている。日本公演からはSHIBUYA-AXでの「Dentaku」が収録された。「プラネット・オブ・ヴィジョンズ」は「Expo 2000」の改作。
DVDとCD、大型ブックレットをノートパソコン型の箱に収めたボックスセット『NOTEBOOK』も発売される。イギリスではSACD盤が発売された。

## 収録曲: 英語ヴァージョン

### ディスク1
1. マン・マシーン - "The Man-Machine" (ワルシャワ Sala Kongresowa)
2. プラネット・オブ・ヴィジョンズ - "Planet Of Visions" (リュブリャナ Krizanke)
3. ツール・ド・フランス－エタップ1 - "Tour De France Etape 1" (リガ Olimpiska Hall)
4. クロノ - "Chrono" (リガ Olimpiska Hall)
5. ツール・ド・フランス－エタップ2 - "Tour De France Etape 2" (リガ Olimpiska Hall)
6. ヴィタミン - "Vitamin" (モスクワ Lushniki)
7. ツール・ド・フランス - "Tour De France" (パリ Le Grand Rex)
8. アウトバーン - "Autobahn" (ベルリン テンポドローム)
9. モデル - "The Model" (ロンドン ブリクストン・アカデミー)
10. ネオン・ライツ - "Neon Lights" (ロンドン ロイヤル・フェスティバル・ホール)

### ディスク2
1. 放射能 - "Radioactivity" (ワルシャワ Sala Kongresowa)
2. ヨーロッパ特急 - "Trans Europe Express" (ブダペスト Sportarena)
3. メタル・オン・メタル - "Metal On Metal" (ブダペスト Sportarena)
4. ナンバース - "Numbers" (サンフランシスコ the Warfield)
5. コンピューター・ワールド - "Computer World" (モスクワ Lushniki)
6. ホーム・コンピューター - "Home Computer" (ワルシャワ Sala Kongresowa)
7. ポケット・カルキュレーター - "Pocket Calculator" (モスクワ Lushniki)
8. 電卓 - "Dentaku" (東京 SHIBUYA-AX)
9. ロボット - "The Robots" (モスクワ Lushniki)
10. エレクトロ・カルディオグラム - "Elektro Kardiogramm" (タリン Exhibition Hall)
11. エアロ・ダイナミック - "Aerodynamik" (リガ Olimpiska Hall)
12. ミュージック・ノン・ストップ - "Music Non Stop" (モスクワ Lushniki)

## 収録曲: ドイツ語ヴァージョン

### ディスク1
1. "Die Mensch-Maschine" (ワルシャワ Sala Kongresowa)
2. "Planet Der Visionen" (リュブリャナ Krizanke)
3. "Tour De France Etape 1" (リガ Olimpiska Hall)
4. "Chrono" (リガ Olimpiska Hall)
5. "Tour De France Etape 2"リガ Olimpiska Hall)
6. "Vitamin" (モスクワ Lushniki)
7. "Tour De France" (パリ Le Grand Rex)
8. "Autobahn" (ベルリン テンポドローム)
9. "Das Model" (ベルリン テンポドローム)
10. "Neonlicht" (ロンドン ロイヤル・フェスティバル・ホール)

### ディスク2
1. "Radioaktivität" (タリン Exhibition Hall)
2. "Trans Europa Express" (リガ Olimpiska Halle)
3. "Abzug" (リガ Olimpiska Hall)
4. "Metall auf Metall" (リガ Olimpiska Hall)
5. "Nummern" (サンフランシスコ the Warfield)
6. "Computerwelt" (リガ Olimpiska Hall)
7. "Heimcomputer" (ワルシャワ Sala Kongresowa)
8. "Taschenrechner" (ベルリン テンポドローム)
9. "Dentaku" (東京 Shibuya Ax)
10. "Die Roboter" (ベルリン テンポドローム)
11. "Elektro Kardiogramm" (タリン Exhibition Hall)
12. "Aero Dynamik" (リガ Olimpiska Halle)
13. "Music Non Stop" (モスクワ Lushniki)

## DVD
クラフトワーク初の公式ライブ・ビデオ。
2005年12月5日にワーナーミュージックよりリリース。（日本でのリリースは2006年1月25日）。曲はCDと一緒。
ボーナス映像としてMTVで放送されたエディンバラでの「Aerodynamik」を収録。

## 収録曲: 英語ヴァージョン

### ディスク1
1. "Meine Damen Und Herren" ※「会場にお集まりの諸君」で始まるサウンドボイスによる案内
2. マン・マシーン - "The Man-Machine"
3. プラネット・オブ・ヴィジョンズ - "Planet Of Visions"
4. ツール・ド・フランス03 - "Tour De France 03"
5. ヴィタミン - "Vitamin"
6. ツール・ド・フランス - "Tour De France"
7. アウトバーン - "Autobahn"
8. モデル - "The Model"
9. ネオン・ライツ - "Neon Lights"
10. 放射能 - "Radioactivity"
11. ヨーロッパ特急 - "Trans Europe Express"

### ディスク2
1. ナンバース - "Numbers"
2. コンピューター・ワールド - "Computer World"
3. ホーム・コンピューター - "Home Computer"
4. ポケット・カルキュレーター / 電卓 - "Pocket Calculator" / "Dentaku"
5. ロボット - "The Robots"
6. エレクトロ・カルディオグラム - "Elektro Kardiogramm"
7. エアロ・ダイナミック - "Aerodynamik"
8. ミュージック・ノン・ストップ - "Music Non Stop"
9. エアロ・ダイナミック MTV - "Aerodynamik" MTV